# François-Maurice Roganeau
François-Maurice Roganeau est un peintre, illustrateur et sculpteur français né à Bordeaux le 13 janvier 1883 et mort à Aix-en-Provence le 30 juin 1973.

## Biographie
François-Maurice Roganeau est élève du sculpteur Gaston Veuvenot Leroux et de Paul Quinsac à l'École des beaux-arts de Bordeaux, puis il part étudier dans l'atelier de Jean-Léon Gérôme et de Gabriel Ferrier aux beaux-arts de Paris. Il débute dans l'illustration et dans la peinture. En tant qu'illustrateur, il travaille surtout pour l'éditeur Henri Laurens.
En 1906, il est lauréat du premier grand prix de Rome en peinture, et second grand prix en sculpture. Il expose au salon de 1912 et reçoit une médaille pour son tableau Le Soir, à la Rivière, inspiré de l'une des Poésies antiques d'André Chénier.
En 1917, il est chargé de la réfection à l'identique du plafond du Grand Théâtre de Bordeaux, initialement peint par Jean-Baptiste-Claude Robin. Il a aussi fourni des cartons de vitraux au maître-verrier Gustave Pierre Dagrant, comme celui du vitrail de l'église de Castillon-la-Bataille.
Il est directeur de l'École des beaux-arts de Bordeaux de 1929 à 1958.
Ses œuvres tardives dépeignent le Pays basque, ses hommes et ses paysages.

## Distinctions
François-Maurice Roganeau est nommé chevalier dans l'ordre national de la Légion d'honneur par décret du 21 janvier 1932.

## Œuvre

### Peintures
- Le Soir, à la Rivière (1912)[5]
- Le Cyclope (1920)[6]
- La Forêt landaise (1925)

### Œuvres décoratives
- Décorations pour la bourse du travail de Bordeaux

### Ouvrages illustrés
- Jacques-Henri Bernardin de Saint-Pierre, Paul et Virginie, éditions Henri Laurens (1920)
- Dante Alighieri, Divine Comédie, éditions Henri Laurens (1912)
- Virgile, Bucoliques et Géorgiques, éditions Henri Laurens (1913)
- Jean-Baptiste Gresset, Vert-Vert, éditions Henri Laurens (jacquette et 8 illustrations, 1924)[7],[8].

## Salons
- Salon des artistes français de 1912 : Le Soir, à la Rivière

## Élèves
- André Barreau (1918-1992)
- Éliane Beaupuy-Manciet (1921-2012), de 1940 à 1944
- Jean Gérard Carrere (1922-2015)[9],[10]
- Georges Libet (1918-?)[3],[11]
- Étiennette Libet-Raffin (1917-?)[3],[12]
- Renée Seilhean (1897-1990)[9]
- Pierre Théron (1918-1995)[9]